# Oxyopes dumonti
Oxyopes dumonti är en spindelart som först beskrevs av Vinson 1863.  Oxyopes dumonti ingår i släktet Oxyopes och familjen lospindlar. Inga underarter finns listade i Catalogue of Life.